# Бичок-рись
Бичок-рись (Gobius bucchichi) — прибережна риба з родини бичкових (Gobiidae). Придонний субтропічний морський вид, сягає максимальної довжини 10,0 см, зазвичай 3,0 — 3,8 см. Досягає статевої зрілості на першому році життя, при довжині 3,4 — 3,8 см. Раритетний вид риб, занесений до Червоної книги України та інших природоохоронних документів.

## Поширення
Поширений у східній Атлантиці та Середземному морі. У Чорному морі трапляється біля берегів Болгарії (біля мису Маслен ніс), Криму (район Отлеша і Севастополя), Кавказу (Анапа, Новоросійськ, Сочі, Сухумі).

## Екологія
[[]]

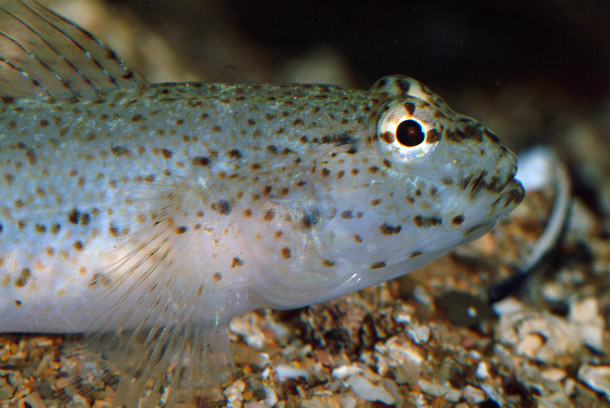
Голова бичка-рисі

Населяє прибережні ділянки з піском і мулом з рослинністтю, ховається серед щупалець анемону Anemonia sulcata. Також знайдені в прибережних колюжах. Живиться поліхетами, ракоподібними (особливо амфіподами) молюсками і водоростями.

## Охорона
На більшій частині ареалу стан природних популяцій виду залишається більш-менш стабільним. Саме тому він, згідно з Червоним списком МСОП, отримав охоронний статус «відносно благополучний вид». Але в окремих регіонах спостерігається тенденція до зниження чисельності популяції виду. Тому бичок-рись занесений до Червоної книги України (охоронна категорія: рідкісний вид) та Червоної книги Чорного моря (охоронна категорія: вид перебуває у небезпечному стані).